# Petit-Prince
Petit-Prince, officiellement (45) Eugénie I Petit-Prince (désignation internationale (45) Eugenia I Petit-Prince), est un satellite de l'astéroïde de la ceinture principale (45) Eugénie.

## Nom
Petit-Prince a été baptisé ainsi en référence au prince impérial français Louis-Napoléon-Eugène, fils de l'impératrice Eugénie (en l'honneur de laquelle son primaire fut baptisé) et de l'empereur Napoléon III. Ce nom fait également allusion au Petit Prince de Saint-Exupéry.

## Caractéristiques orbitales
Petit-Prince orbite à 1 190 kilomètres de son primaire en 5 jours. 

## Caractéristiques physiques
Petit-Prince a un diamètre d'environ 13 kilomètres, 17,5 fois inférieur à celui de son primaire.